# Schismatoglottis hainanensis
Schismatoglottis hainanensis är en kallaväxtart som beskrevs av Hen Li. Schismatoglottis hainanensis ingår i släktet Schismatoglottis och familjen kallaväxter.
Artens utbredningsområde är Hainan (Kina). Inga underarter finns listade.